# De Mailly
De Mailly es una localidad de Santa Lucía que forma parte del distrito de Micoud.